# Góropatwa czarnogardła
Góropatwa czarnogardła (Alectoris philbyi) − gatunek średniej wielkości ptaka z rodziny kurowatych (Phasianidae). Zamieszkuje Półwysep Arabski. Osiadły.

## Systematyka
Gatunek monotypowy. Dawniej bywał uznawany za podgatunek góropatwy skalnej (A. graeca).

## Charakterystyka
Od podobnie ubarwionej góropatwy azjatyckiej różni się czarnym podbródkiem, gardłem i policzkami. 

### Morfologia
Wygląd zewnętrzny: obie płci ubarwione podobnie, ale samica nieco mniejsza od samca, z bardziej stonowanym ubarwieniem głowy. U samców obecne guzki na skoku.
Rozmiary: długość ciała: 33–36 cm
Masa ciała: ok. 450 g

## Występowanie

### Środowisko
Suche, skaliste tereny górskie i wyżej położone tereny uprawne, 1400–3600 m n.p.m. 

### Zasięg występowania
Południowo-zachodni Półwysep Arabski: południowo-zachodnia część Arabii Saudyjskiej i północny Jemen.

## Pożywienie
Najprawdopodobniej odżywia się podobnie jak góropatwa arabska.

## Rozród
Okres lęgowy: od końca marca.
Jaja: 5–8.

## Status, zagrożenie i ochrona
Status według kryteriów Czerwonej Księgi Gatunków Zagrożonych IUCN: gatunek najmniejszej troski (LC – least concern). Trend liczebności populacji uznaje się za stabilny.

## Znaczenie dla człowieka
Ptak łowny.